# Морковкина, Анастасия
Анастасия Морковкина (эст. Anastassia Morkovkina; род. 6 апреля 1981, Нарва) — эстонская футболистка, нападающая, тренер.

## Биография
Отец Станислав Морковкин в 1971 году провёл 17 матчей во второй лиге за «Зауралец» Курган, затем — капитан нарвской «Балтики» в чемпионате Эстонской ССР.
В детстве занималась бальными танцам, плаванием, волейболом, баскетболом, лёгкой атлетикой. С шести лет под руководством отца занималась футболом. С 14 лет — в команде чемпионата Эстонии «Нарване». В сезонах 1996/97 — 1999 играла за команду ТКСК «Арсенал» / ТКСК Таллин. В сезонах 2000—2017 — за команду «Пярну». С 2018 года — главный тренер клуба.
В 16 лет получила эстонское гражданство и отказалась играть в России, так как было необходимо принимать российское гражданство. Имела предложения из Венгрии, Швеции, Финляндии, Исландии.
По профессии — лаборант-технолог на бетонном производстве, по совместительству — тракторист и оператор бетонного производства.
Член правления ЭФС.
Лучший бомбардир чемпионата Эстонии за всю историю — 773 гола и сборной Эстонии — 40 голов.

### Тренера
С 2018 года возглавляла женскую команду «Пярну» и имеет тренерскую лицензию УЕФА А. С 2022 года до конца 2024 года была главным тренером женской сборной Эстонии по футболу. Под ее руководством сборная страны дважды выиграла Кубок Балтики по футболу.

## Достижения
Командные
- Чемпион Эстонии[англ.] (15): 1997/98, 1998, 1999, 2003, 2004, 2005, 2006, 2010, 2011, 2012, 2013, 2014, 2015, 2016, 2017
  - Второй призёр чемпионата Эстонии (3): 2002, 2007, 2008

- Обладатель Кубка Эстонии (6): 2010, 2011, 2012, 2014, 2015, 2017
  - Финалист Кубка Эстонии (2): 2008, 2013

Тренера
- Обладатель Кубка Балтии по футболу (2): 2022[9], 2024[10]

Личные
- Лучшая футболистка Эстонии[англ.] (8): 1996/97, 2000, 2002, 2003, 2004, 2005, 2009, 2010
- Лучший бомбардир чемпионата Эстонии (14): 1996/97 (13), 1997/98 (47), 1998 (29), 2000 (28), 2003 (46), 2004 (58), 2005 (63), 2006 (61), 2011 (36), 2012 (37), 2013 (34), 2014 (34), 2015 (34), 2016 (35)
- Лучшая футболистка чемпионата Эстонии[англ.] (3): 2012, 2015, 2016